# 馬索拉·莎索羅維辛
馬索拉·莎索羅維辛（波斯文：ماشاءالله شمس‌الواعظین，Mashallah Shamsolvaezin，1957年6月18日—）是一位伊朗報紙和雜誌發行人，曾經，在伊朗後革命時期發行量最高的獨立報紙中工作，其中包括《世界報》、《社會報》、《娜沙特報》和《自由人年代報》。現在，他是伊朗新聞自由防衛委員會的發言人，以及伊朗記者協會副會長。莎索羅維辛曾因其新聞活動而多次被捕。

## 早期生涯
莎索羅維辛在其早期記者生涯中是在《世界報》工作，其職位為首席主編。《世界報》的主要作用是作為知識分子的對話平台，以及供伊朗思想家領袖阿卜杜卡里·索罗什發表言論。

### 世界報的歷史
《文化基礎》於1984年創立，是伊朗後革命時期首份月刊。該月刊報道各種敏感話題，其中包括社會正義、宗教和科學之間的關係、伊斯蘭國家和西方國家之間的關係等。因此，該月刊於1990年被勒令停刊。翌年，該月刊重刊，但其董事會和政策卻被換掉了。因此，《文化基礎》的舊董事會便成立《世界報》，而莎索羅維辛便成為了其首席主編。
於2001年1月17日，《世界報》再次被勒令停刊。法官在宣判時指出《世界報》「發佈謊言、輿論不安和侮辱神聖的法律」。

## 記者生涯
於1998年，莎索羅維辛離開了 《世界報》，並加入了《社會報》。《社會報》在創報後7個月便有30萬位讀者，使之成為伊朗第二普及的報紙。《社會報》更被稱為「伊朗第一份民間社會報紙」。《社會報》的成功，吸引了更多人創辦獨立報紙。
但是，因為《社會報》亦有報道敏感話題，故伊朗政府沒收了其出版牌照。之後，法院更永遠禁止《社會報》出版。而莎索羅維辛和《社會報》出版公司主席亦被無故關押35天。
獲釋後，莎索羅維辛便成立了另一份獨立報紙《娜沙特報》。於1999年9月，《娜沙特報》又被勒令停刊，而莎索羅維辛亦在發表了一篇批評伊朗死刑問題的文章後被捕。但是，莎索羅維辛不但沒有入獄，他還獲得出版牌照。因此，他創辦了《自由人年代報》，但不幸地又被勒令停刊。
所有莎索羅維辛的報紙都是由擁有不同理念的人編寫，其中包括保守派和流亡的持不同政見者。

## 獎項和逮捕
莎索羅維辛於2000年獲保護記者委員會頒發国际新闻自由奖。
於1998年6月，在《社會報》被沒收出版牌照後，莎索羅維辛被無故關押35天，期間沒有進行任何審訊。於2000年4月，他被以「侮辱伊斯蘭法則」的罪名判處30個月的有期徒刑。他在埃文監獄渡過了17個月，並於2001年夏季獲釋。
於2009年12月28日上午，即在2009年阿舒拉節示威之後，莎索羅維辛在其家中被捕。六位便衣探員只出示了一張空白的搜查令，便強行進入了莎索羅維辛的房子。 莎索羅維辛要求他們出示有效搜查令，但仍被逮捕。他於2010年2月28日獲釋。